# Sadegh Hedayat

Sadegh Hedayat

Sadegh Hedayat (persisch صادق هدایت Sādeq Hedāyat; * 17. Februar 1903 in Teheran; † 9. April 1951 in Paris) war ein iranischer Schriftsteller.

## Leben
Sadeq Hedayat wurde 1903 als Spross einer angesehenen aristokratischen Familie geboren. Sein Urgroßvater, Mirza Reza Qoli Khan Hedayat (1800–1871), war ein namhafter Historiograph, Dichter und Prinzenerzieher im Iran des 19. Jahrhunderts. Ab 1914 besuchte Sadeq das Gymnasium  „Dar-ol Fonun“ in Teheran. Jedoch musste er auf Grund einer Augenkrankheit dieses nach lediglich einem Jahr verlassen. Danach besuchte er die französische Missionsschule St. Louis in Teheran und lernte die französische Sprache und Literatur kennen. Im Jahre 1925 reiste er für einen Studienaufenthalt mit einer Gruppe von Studenten nach Belgien, beschwerte sich jedoch immer wegen des Wetters und seiner Studienprobleme. Später zog Hedayat nach Frankreich um, wo er sich von 1926 bis 1930 aufhielt. Er wechselte in kurzer Zeit mehrfach sowohl das Studienfach als auch den Studienort. Depressiv und von Selbstzweifeln geplagt unternahm er 1929 einen Selbstmordversuch im Fluss Marne. Jedoch wurde er von Passanten gerettet, die dort in einem Boot unterwegs waren. Ohne Abschluss kehrte er in den Iran zurück und begann im gleichen Jahr bei der iranischen Volks-Bank als Angestellter zu arbeiten. In dieser Zeit gründete er zusammen mit Bozorg Alavi, Masud Farzad und Modschtaba Minavi die Rab'eh (Vierer), eine kleine Gruppe „von Schriftstellern, Malern und Schauspielern, die eine Erneuerung der persischen Kunst anstrebten“.

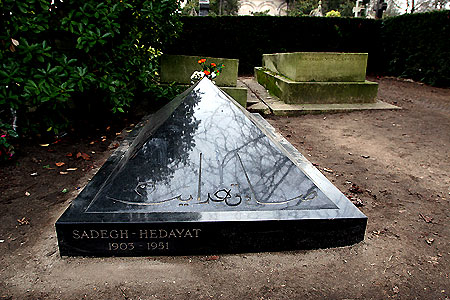
Grab auf dem Père-Lachaise

Er übersetzte Werke von Guy de Maupassant, Anton Tschechow, Rainer Maria Rilke, Edgar Allan Poe, Arthur Schnitzler, Jean-Paul Sartre, Franz Kafka und dem Musikwissenschaftler Gaston Sarreau. Er schrieb ebenfalls zwei historische Dramen, mehrere Kurzgeschichten, ein Theaterstück und einen Reisebericht; außerdem machte er verschiedene Übersetzungen vom Mittelpersischen ins Neupersische. Sein Meisterwerk, den Kurzroman „Blinde Eule“, schrieb er in den Jahren 1936/37. Es beginnt mit dem Satz: „Es gibt im Leben Wunden, die wie die Lepra, langsam, in der Einsamkeit an der Seele zehren.“ Das Buch berichtet von eigenartigen Gefühlssituationen und von Menschen, die noch viel eigenartiger sind. Sie alle vermitteln dem Leser eine Art Beklommenheit abgründiger Erfahrungen. Dieser Roman zählt zu den wichtigsten Werken der modernen persischen Sprache.
Hedayat nahm sich am 8. oder 9. April 1951 in Paris das Leben und wurde auf dem dortigen Friedhof Père-Lachaise begraben (allerdings ist sein Grab nicht ausgeschildert).

## Werke
- Romane und Erzählungen:

- Die Legende von der Schöpfung (3 kurze Geschichten), 1930 und 1960.
- Lebendig begraben (8 kurze Geschichten), 1930.
- Mongolenschatten, 1931.
- Drei Tropfen Blut („Seh ghatreh chun“), 1932.
  - daraus: Vor dem Teehaus. Ins Deutsche übers. von Touradj Rahnema und Werner Bönzli. In: die horen 26 (1981), 2, S. 61–67.

- Zwielicht, 1933.
- Karawane Islam – Die islamische Mission in Europa ; Eine Satire, 1933/34.
- Madame Alavie-e (7 kurze Geschichten)
- Mister Wau Wau
- Die blinde Eule, 1937.
- Der wandernde Hund, 1942.
- Geschwätzig, 1944.
- Das Elixier des Lebens (Āb-e zendegi)
- Hadschi Aqa, 1945.
- Perlenkanone, 1947.
- Dash Akol

- Dramen (1930–1946):

- Parvin, die Tochter  von Sassan, 1930.
- Mazi-yar (Theaterstück)
- Die Fabel der Schöpfung

- Reisebeschreibung:

- Isfahan, halbe Welt
- Auf dem feuchten Pfad, 1935 (nicht gedruckt)

- Miszellen:

- Rubāyyāt-e Hakim Omar-e Khayyam. (Khayyāms Vierzeiler), Teheran 1923.
- Mensch und Tier, 1924.
- Der Tod, 1926.
- Die Nützlichkeiten der vegetarische Lebensweise, 1957.
- Eine sinnvolle Geschichte, 1932.
- Khayyams Melodien, 1934.
- Tschaikowski, 1940.
- Über Assadis Persisches Wörterbuch, 1940.
- Neue literarische Untersuchungsmethode, 1940.
- Neuer Trend in der Persischen Dichtkunst
- Rezension der Übersetzung Gogols ins Persische (Inspektor General, Nikolai Gogol), 1944.
- Einige Bemerkungen über Wis und Ramin, 1945.
- Die Botschaft Kafkas, 1948.

## Autobiografisches über Sadegh Hedayat
- M.F. Farzaneh: Rencontres avec Sadegh Hedayat. Le Parcours d'une Initiation. José Corti. Paris 1993.